# Новочудневе
Новочудне́ве — село в Україні, у Володимирівській сільській громаді Баштанського району Миколаївської області. Населення становить 85 осіб.

## Відомі люди
- Бардов Василь Гаврилович (* 1948) — видатний український лікар-гігієніст, метеокліматолог, педагог, доктор медичних наук, професор, член-кореспондент Національної академії медичних наук України, лауреат Державної премії України в галузі науки і техніки (1997 р)., Заслужений діяч науки і техніки України (2009).